# 河端龍
河端 龍（かわばた りゅう、1976年11月10日 - ）は、京都府城陽市出身の元プロ野球選手（投手）。

## 来歴

### アマチュア時代
西城陽高ではエースとして1994年夏の第76回全国選手権に出場。1回戦の対大垣商業戦で完投するも、7失点(自責点4)で敗退。
龍谷大学時代は先発投手として活躍。1995年、1年生にして頭角を現し新人賞を受賞している。その後も1997年春と1998年春の2度のMVPの他、最優秀投手賞3度受賞、ベストナイン3回など、エースとして大活躍。大学選手権では1997年の3年時は初戦九州東海大戦に先発し5-4で勝利、翌1998年の4年時は初戦完投から全試合で先発し準々決勝では亜大を5-3で下し、準決勝で準優勝した東海大に0-2て惜敗したもののベスト4。大学通算28勝9敗、防御率1.62。
1998年度ドラフト会議にてヤクルトスワローズから5位指名を受け、同じ龍谷大学の本郷宏樹(4位指名)と共に入団。

### プロ入り後
1999年4月28日の対読売ジャイアンツ2回戦(大阪ドーム)で、ルーキーながら一軍初登板を果たす。この試合で二岡智宏から初の奪三振を記録している。
2000年シーズンは右肘の故障により、手術とリハビリにあてた1年となった。
2001年シーズンに復活すると、中継ぎに定着してチームのリーグ優勝と日本一に大きく貢献。6月24日に中継ぎで初勝利。
2002年シーズン以降も、チームに欠かせないセットアッパーとして頼れる存在であった。
2005年5月12日の対北海道日本ハムファイターズ戦には、ローテーションの谷間の先発を任される。プロ入り後初の先発ながら、6回無失点で見事に勝利をあげている。
2006年シーズンは開幕前に右肘の手術を受け、そのリハビリにより、一軍二軍共に登板することはできなかった。
2007年シーズンは二軍スタート。リハビリをしながら9月にファームに復帰し、3試合を無失点に抑える。
2008年10月1日、現役引退を表明。10月12日、神宮球場でのレギュラーシーズン最終戦(横浜ベイスターズ戦)で3年ぶりに一軍登板を果たし、斉藤俊雄を三振で抑え、10年間の現役生活を終える。試合終了後に引退セレモニーが行われた。

### 引退後
2009年1月よりチーム付広報に就任。
ヤクルトジュニアチームのコーチも務め、2018年には侍ジャパンU12代表コーチを務めた。

## 詳細情報

### 年度別投手成績
| 年 度     | 球 団     | 登 板 | 先 発 | 完 投 | 完 封 | 無 四 球 | 勝 利 | 敗 戦 | セ 丨 ブ | ホ 丨 ル ド | 勝 率 | 打 者 | 投 球 回 | 被 安 打 | 被 本 塁 打 | 与 四 球 | 敬 遠 | 与 死 球 | 奪 三 振 | 暴 投 | ボ 丨 ク | 失 点 | 自 責 点 | 防 御 率 | W H I P |
| --------- | --------- | ----- | ----- | ----- | ----- | -------- | ----- | ----- | -------- | ----------- | ----- | ----- | -------- | -------- | ----------- | -------- | ----- | -------- | -------- | ----- | -------- | ----- | -------- | -------- | ------- |
| 1999      | ヤクルト  | 14    | 0     | 0     | 0     | 0        | 0     | 0     | 0        | --          | ----  | 84    | 19.0     | 16       | 5           | 11       | 0     | 2        | 17       | 1     | 0        | 11    | 11       | 5.21     | 1.42    |
| 2001      | ヤクルト  | 41    | 0     | 0     | 0     | 0        | 3     | 2     | 0        | --          | .600  | 178   | 45.0     | 39       | 4           | 11       | 1     | 0        | 35       | 0     | 0        | 16    | 16       | 3.20     | 1.11    |
| 2002      | ヤクルト  | 43    | 0     | 0     | 0     | 0        | 3     | 3     | 0        | --          | .500  | 197   | 46.2     | 46       | 3           | 13       | 4     | 2        | 41       | 2     | 0        | 15    | 14       | 2.70     | 1.26    |
| 2003      | ヤクルト  | 37    | 0     | 0     | 0     | 0        | 2     | 3     | 0        | --          | .400  | 183   | 41.1     | 44       | 1           | 16       | 3     | 1        | 37       | 1     | 0        | 20    | 16       | 3.48     | 1.45    |
| 2004      | ヤクルト  | 61    | 0     | 0     | 0     | 0        | 3     | 1     | 0        | --          | .750  | 246   | 58.2     | 53       | 8           | 19       | 1     | 0        | 51       | 6     | 0        | 25    | 24       | 3.68     | 1.23    |
| 2005      | ヤクルト  | 34    | 1     | 0     | 0     | 0        | 2     | 5     | 0        | 6           | .286  | 191   | 44.1     | 49       | 4           | 11       | 1     | 1        | 36       | 0     | 0        | 20    | 17       | 3.45     | 1.35    |
| 2008      | ヤクルト  | 1     | 0     | 0     | 0     | 0        | 0     | 0     | 0        | 0           | ----  | 1     | 0.1      | 0        | 0           | 0        | 0     | 0        | 1        | 0     | 0        | 0     | 0        | 0.00     | 0.00    |
| 通算：7年 | 通算：7年 | 231   | 1     | 0     | 0     | 0        | 13    | 14    | 0        | 6           | .481  | 1080  | 255.1    | 247      | 25          | 81       | 10    | 6        | 218      | 10    | 0        | 107   | 98       | 3.45     | 1.28    |

### 記録
- 初登板：1999年4月28日、対読売ジャイアンツ2回戦（大阪ドーム）、2回裏2死に2番手で救援登板、1回1/3を2失点
- 初奪三振：同上、3回裏に二岡智宏から空振り三振
- 初勝利：2001年6月24日、対阪神タイガース13回戦（明治神宮野球場）、6回表に2番手で救援登板、2回無失点
- 初ホールド：2005年4月16日、対読売ジャイアンツ2回戦（明治神宮野球場）、6回表に2番手で救援登板、1回1/3を無失点
- 初先発・初先発勝利：2005年5月12日、対北海道日本ハムファイターズ3回戦（明治神宮野球場）、6回無失点

### 背番号
- 30 （1999年 - 2000年）
- 60 （2001年）
- 26 （2002年 - 2007年）
- 70 （2008年）